# Canton de Saint-Pierreville
Le canton de Saint-Pierreville est une ancienne division administrative française située dans le département de l'Ardèche et la région Rhône-Alpes, qui a disparu à la suite du redécoupage cantonal de 2014.

## Géographie
Ce canton était organisé autour de Saint-Pierreville dans l'arrondissement de Privas. Son altitude variait de 190 mètres à Saint-Sauveur-de-Montagut à 1 345 mètres à Marcols-les-Eaux pour une altitude moyenne de 596 mètres.

## Représentation

### Conseillers généraux de 1833 à 2015
| Période         | Période           | Identité                                 | Étiquette     | Qualité |
| --------------- | ----------------- | ---------------------------------------- | ------------- | --- |
| 1833            | 1852 (décès)      | Marie Henri François Joseph Arnaud-Coste |               | Notaire - Maire de Saint-Pierreville |
| 1852            | 1855              | Jacques Brunel                           |               | Maire de Saint-Pierreville, ancien conseiller d'arrondissement                                                                                                  |
| 1855            | 1870              | François Dautheville                     | Bonapartiste  | Général de brigade du Génie Député au Corps législatif (1848-1849 et 1854-1870) Président du Conseil Général Président du Conseil central des Églises réformées |
| 1870            | 1893 (décès)      | Jean Marie Albin Clauzel                 | Républicain   | Ingénieur civil Maire de Gluiras Député (1886-1893) |
| 1893            | 1905 (décès)      | Honoré Brunel                            | Républicain   | Maire de Saint-Pierreville, conseiller d'arrondissement |
| 1905            | 1916 (démission)  | Hercule Giraud                           | Rad.          | Industriel, propriétaire à Marcols-les-Eaux |
| 1916            | 1919              | siège vacant                             |               | |
| 1919            | 1931              | Édouard Roche                            | Rad.          | Médecin, Sénateur (1920-1930) |
| 1931            | 1933 (annulation) | Joseph Boit                              | URD           | Clerc de notaire Maire de Saint-Pierreville |
| 1933            | 1937              | Edouard Roche                            | Rad.          | Médecin, Sénateur (1920-1930) |
| 1937            | 1940              | Frédéric Avond                           | URD-PSF       | Propriétaire Maire de Saint-Julien-du-Gua, conseiller d'arrondissement Nommé conseiller départemental en 1942                                                   |
|                 |                   |                                          |               | |
| 1945            | 1947 (décès)      | Marcel Astier                            | Rad. puis RGR | Médecin Maire de Soyons Député (1924-1928) Sénateur (1928-1940) Président du Conseil Général (1946-1947)                                                        |
| 9 novembre 1947 | 1955              | Paul Ribeyre                             | CNI           | Directeur de société Maire de Vals-les-Bains (1943-1983) Député (1945-1958) Président du Conseil Général (1949-1979) Ministre (1949-1958)                       |
| 1955            | 1979              | Paul Mazet                               | DVG puis FGDS | Banquier Maire de Saint-Sauveur-de-Montagut |
| 1979            | 1985              | Fernand Dessus                           | PS            | Dentiste à Privas Maire de Saint-Sauveur-de-Montagut conseiller régional                                                                                        |
| 1985            | 1992              | Jean-Louis Chirouze                      | RPR           | Chef d'entreprise Maire d'Albon |
| 1992            | 2004              | Michel Valla                             | DVD puis UMP  | Assureur Maire de Saint-Pierreville (1983-2001) puis de Privas (2001-2006) et depuis 2014                                                                       |
| 2004            | 2009 (annulation) | Pierre Vigné                             | PS            | Professeur des écoles Maire de Beauvène, conseiller municipal (2008-2009)                                                                                       |
| 2009            | 2015              | Lætitia Serre                            | PS            | Directrice de cabinet Maire de Beauvène depuis 2008 Elue en 2015 dans le canton de Haut-Eyrieux                                                                 |

### Conseillers d'arrondissement (de 1833 à 1940)
| Période                                  | Période          | Identité                          | Étiquette   | Qualité |
| ---------------------------------------- | ---------------- | --------------------------------- | ----------- | --- |
| 1833                                     | 1841 (décès)     | Simon Pierre Colognac (1796-1841) |             | Avocat, juge de paix à Saint-Pierreville (1830-1840), puis rentier                                          |
| 1842                                     | 1845             | M. Giraud                         |             | Propriétaire à Saint-Étienne-de-Serre                                                                       |
| 1845                                     | 1848             | Jacques Brunel                    |             | Adjoint au maire de Saint-Pierreville                                                                       |
|                                          |                  |                                   |             | |
|                                          | 1882 (décès)     | M. Giraud-Lafayolle               |             | |
|                                          |                  |                                   |             | |
|                                          | 1893 (démission) | Honoré Brunel                     | Républicain | Maire de Saint-Pierreville                                                                                  |
|                                          |                  |                                   |             | |
| 1904                                     | 1910             | Édouard Roche                     | Rad.        | Médecin |
| 1910                                     | 1919             | Prosper Coiraton                  |             | Industriel (moulinier), administrateur de la Banque de France                                               |
| 1919                                     | 1928             | Oscar Georges (1862-1946)         | Radical     | Ancien instituteur, patron d'une filature de fil de soie, maire de Beauvène                                 |
| 1928                                     | 1937             | Frédéric Avond                    | URD         | Propriétaire, maire de Saint-Julien-du-Gua                                                                  |
| décembre 1937                            | 1940             | Jules Valla                       | Radical     | Négociant à Saint-Pierreville                                                                               |
| 1940                                     |                  |                                   |             | Les conseils d'arrondissement ont été suspendus par la loi du 12 octobre 1940 et n'ont jamais été réactivés |
| Les données manquantes sont à compléter. |                  |                                   |             | |

## Composition
Le canton de Saint-Pierreville regroupait neuf communes. 
| Nom                           | Code Insee | Intercommunalité         | Superficie (km2) | Population (dernière pop. légale) | Densité (hab./km2) |
| ----------------------------- | ---------- | ------------------------ | ---------------- | --------------------------------- | ------------------ |
| Saint-Pierreville (chef-lieu) | 07286      | CC Val'Eyrieux           | 20,56            | 546 (2014)                        | 27                 |
| Albon-d'Ardèche               | 07006      | CC Val'Eyrieux           | 9,11             | 162 (2014)                        | 18                 |
| Beauvène                      | 07030      | CA Privas Centre Ardèche | 11,82            | 221 (2014)                        | 19                 |
| Gluiras                       | 07096      | CA Privas Centre Ardèche | 25,10            | 381 (2014)                        | 15                 |
| Issamoulenc                   | 07104      | CC Val'Eyrieux           | 15,66            | 107 (2014)                        | 6,8                |
| Marcols-les-Eaux              | 07149      | CA Privas Centre Ardèche | 16,00            | 311 (2014)                        | 19                 |
| Saint-Étienne-de-Serre        | 07233      | CA Privas Centre Ardèche | 16,52            | 225 (2014)                        | 14                 |
| Saint-Julien-du-Gua           | 07253      | CA Privas Centre Ardèche | 16,96            | 177 (2014)                        | 10                 |
| Saint-Sauveur-de-Montagut     | 07295      | CA Privas Centre Ardèche | 11,54            | 1 112 (2014)                      | 96                 |

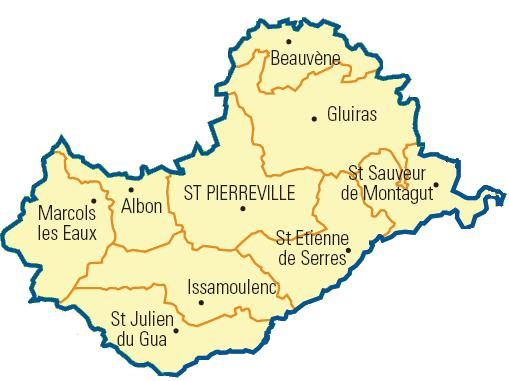
Carte du canton

## Démographie
| 1962  | 1968  | 1975  | 1982  | 1990  | 1999  | 2006  | 2011  | 2012  |
| ----- | ----- | ----- | ----- | ----- | ----- | ----- | ----- | ----- |
| 5 393 | 4 760 | 4 114 | 3 602 | 3 483 | 3 229 | 3 238 | 3 265 | 3 241 |